# Onthophagus suillus
Onthophagus suillus là một loài bọ cánh cứng trong họ Bọ hung (Scarabaeidae).